# Dalheim
Dalheim (luxemburguès Duelem, alemany Dalheim) és una comuna i vila a l'est de Luxemburg, que forma part del cantó de Remich. Comprèn les viles de Dalheim, Filsdorf i Welfrange.

## Població
| Nacionalitat   | Població | %      |
| -------------- | -------- | ------ |
| luxemburguesos | 1.289    | 75,56% |
| Forasters      | 417      | 24,44% |
| - portuguesos  | 148      | 8,68%  |
| - francesos    | 69       | 4,04%  |
| - italians     | 41       | 2,40%  |
| - belgues      | 36       | 2,11%  |
| - alemanys     | 48       | 2,81%  |
| - iugoslaus    | 10       | 0,59%  |
| - altres       | 65       | 3,81%  |

## Evolució demogràfica
| Any        | Població |
| ---------- | -------- |
| 15/02/2001 | 1.706    |
| 01/01/2002 | 1.734    |
| 01/01/2003 | 1.747    |
| 01/01/2004 | 1.804    |
| 01/01/2005 | 1.845    |